# Società Sportiva Juve Stabia
A Società Sportiva Juve Stabia é um clube de futebol italiano da cidade de Castellammare di Stabia, na província da Campânia, que atualmente disputa a Série B.

## Curiosidades
Fundada em 1907 (foi refundada em 1933, 1953 e 2002), a equipe manda seus jogos no Stadio Romeo Menti, com capacidade para receber 12.800 torcedores.
Presidida por Francesco Maniello, a Juve Stabia possui como cores oficiais o azul e o amarelo.